# منتخب جامايكا لهوكي الجليد للرجال
منتخب جامايكا لهوكي الجليد للرجال هو ممثل جامايكا الرسمي في المنافسات الدولية في هوكي الجليد.